# Проспект Культуры (Санкт-Петербург)
Проспект Культу́ры — проспект, проходящий по границе Калининского и Выборгского районов Санкт-Петербурга. Пролегает параллельно улице Руднева и Демьяна Бедного, является продолжением Тихорецкого проспекта. Протяжённость — 3080 м. Является одной из самых широких улиц Санкт-Петербурга.

## История
Название получил 12 июня 1972 года в соответствии с тематикой наименований улиц района (культура и искусство).

## География
Проспект протянулся в направлении северо-северо-восток — юго-юго-запад, изгибаясь в южной оконечности к востоку. По оси проспекта проходит граница между Калининским и Выборгским районами города.
Начало проспекта (южная оконечность) пролегает вдоль Муринского парка, середина проспекта через транспортную развязку соединена с КАД, конечный участок проходит в промзоне «Парнас» между 5-м и 8-м Верхними переулками. Две его части соединяются через безымянный проезд и 1-й Верхний переулок. Через Парнасскую ветвь железной дороги проспект Культуры проходит по Бугровскому путепроводу.

## Здания и сооружения
Нечётная сторона:
- дом 1 — ТРК «Родео-Драйв»

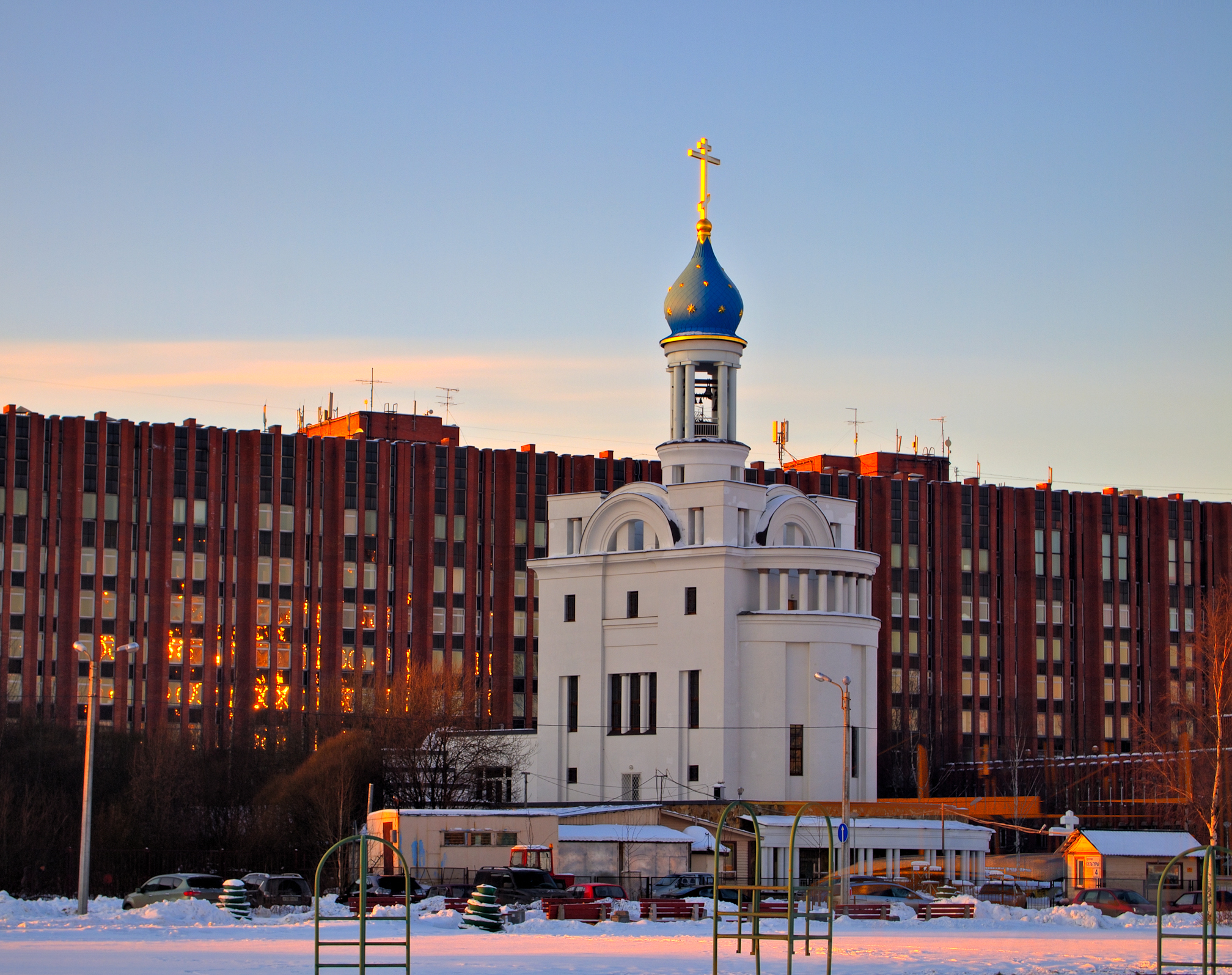
Церковь во имя Державной иконы Божией Матери

- дом 7/3 — ГОУ СОШ № 619 Калининского района
- дом 11, к. 1 — отделение почтовой связи № 274 Калининского района
- дом 11, к. 4 — ГОУ Гимназия № 63 Калининского района
- дом 15/5 — ГДОУ Детский сад № 70 Калининского района
- дом 21/1:

1. Библиотека, филиал № 6 ЦБС Калининского района
2. Библиотека детская, филиал № 12 ЦБС Калининского района

- дом 27/3 — ГОУ СОШ № 69 Калининского района
- дом 29/5 — ГДОУ Детский сад № 88 Калининского района
- дом 41 — ТРК «Северный Молл»

Чётная сторона:
- дом 4 — Клиническая больница № 122 имени Л. Г. Соколова, ранее в здании располагался также НИИ промышленной и морской медицины ФМБА России (бывший НИИ гигиены морского транспорта)
- дом 4, к. 3 — Церковь во имя Державной иконы Божией Матери
- дом 12/1 — Северо-Западный банк Сбербанка России, Калининское отделение № 2004/0676
- дом 12, к. 3 — Паспортный стол № 13 Выборгского района Санкт-Петербурга
- дом 14/2/А — «Пушкинский Лицей»: лицей № 563 Выборгского района
- дом 20 — торговый комплекс
- дом 22/1 — Северо-Западный банк Сбербанка России, Калининское отделение № 2004/0704
- дом 26, к. 1 — Академия стандартизации, метрологии и сертификации, Санкт-Петербургский филиал
- дом 26, к. 4 — ГДОУ Детский сад № 15 Выборгского района

## Транспорт
- Метро: «Озерки» (2450 м), «Проспект Просвещения» (2500 м), «Политехническая» (2600 м), «Гражданский проспект» (2650 м), «Академическая» (2750 м).
- Автобусы: № 99, 139, 247, 271, 275, 283, 399
- Пригородные автобусы и маршрутные такси: № 413, 441, 678
- Троллейбус: № 4, 21
- Трамваи: № 20, 58, 61
- Ж/д платформы: Парнас (1460 м)

Проспект Культуры официально значится конечной остановкой автобусного маршрута № 93, хотя данный автобус не доходит до пересечения с ним.

## Пересечения
С юга на север, по нумерации домов:
- Тихорецкий проспект
- Северный проспект
- проспект Луначарского
- Актёрский проезд
- проспект Просвещения
- Придорожная аллея
- Суздальский проспект
- Верхняя улица
- развязка с КАД
- 5-й Верхний переулок
- Домостроительная улица
- 8-й Верхний переулок